# Ignace Delgado
Ignace Delgado, en espagnol Ignacio Clemente Delgado Cebrián (Né dans le village de Villafeliche, Province de Saragosse, royaume d'Espagne, le 22 novembre 1762 - mort en prison à Nam Dinh, Tonkin, le 25 juin 1838) est un religieux dominicain, missionnaire catholique espagnol du XIXe siècle devenu évêque et considéré comme martyr du Tonkin (actuel Viêtnam) par l'Église catholique. 

## Biographie
Issue d'une famille qui compte parmi ses membres le jésuite Baltasar Gracián il est très jeune attiré par la vie religieuse. En 1781 il décide de se faire dominicain et entre au couvent de San Pedro Mártir de los Dominicos à Calatayud. Il est choisi pour les missions lointaines. Le 19 septembre 1785 il s'embarque pour les Philippines, une terre qu'il atteint le 9 juillet 1786. A Manille il réside au couvent de Santo Domingo où il termine ses études de théologie et est ordonné prêtre.
Le 27 août 1788, il est choisi avec quinze autres frères pour aller évangéliser le Tonkin. Dans un premier temps il prend la mer pour Macao. De là il se joint à trois autres confrères, les pères Dominique Henares, Vidal et Gatillepa, et rejoint le Tonkin le 29 octobre 1790. La communauté dominicaine sur place est réduite à quelques religieux espagnols et indigènes.
Ignace Delgado décide d'apprendre la langue locale. C'est alors que l'évêque d'Hải Phòng, Feliciano Alonso, lui confie la direction du séminaire diocésain et le choisit comme son adjoint. Le 6 avril 1794, Ignace Delgado est donc fait évêque coadjuteur et évêque titulaire de Milopotamus (de). Le 2 février 1799, il succède à Feliciano Alonso comme évêque, une charge qu'il portera pendant 40 ans, jusqu'à son martyre en 1838
À partir de 1833, la situation se complique pour les chrétiens. Le roi Minh-Manh ordonne que tous les missionnaires soient chassés, que les chrétiens renoncent publiquement à leur religion (Est mis en place le rituel du piétinement d'une croix comme signe public d'abjuration), que les églises soient détruites et les activités missionnaires interdites. En 1836, les ports sont fermés aux Européens et les prêtres qui demeurent dans le pays activement recherchés. Ignace Delgado fut arrêté le 29 mai 1838 à Kien-lao dans la Province de Bắc Giang. Le 30 mai il est envoyé à Sanh-Vi-Hoang la capitale régionale pour y être jugé. Il est condamné le 11 juin à la décapitation. Il décède à l'âge de 77 ans, victime d'une dysenterie dans la cage où il est enfermé. Pourtant décédé il est décapité.

## Vénération
Ignace Delgado fut béatifié en 1900 par le pape Léon XIII et canonisé par Jean-Paul II le 20 juin 1988. Il fait partie de la liste des dits 117 martyrs de Viêtnam. Il est fêté le 12 juillet.